# Jan I Dziecię
Jan I Dziecię, zwany też von Niederbayern od swojej siedziby (ur. 29 listopada 1329; zm. 20 grudnia 1340) – w latach 1339–1340 książę Dolnej Bawarii.
Był najstarszym synem (być może jedynym) Henryka XIV i Małgorzata Luksemburskiej, córki króla Czech Jana I Luksemburskiego oraz jego pierwszej żony Elżbiety Przemyślidki. Henryk XIV od 1310 współrządził ze swoim bratem Ottonem IV Bawarskim, a od 1312 – z bratankiem Henrykiem XV. Otto zmarł jednak w 1334 roku, przeżywszy syna, a Henryk XV w 1333, nie doczekał się potomstwa. Tym samym Jan został dziedzicem tronu Dolnej Bawarii, który objął w wieku niepełnych 10 lat.
Jego regentem został książę Górnej Bawarii Ludwik IV, przyszły cesarz. Mając 9 lat, 18 kwietnia 1339 roku poślubił jego córkę Annę (1326–1361) lub Małgorzatę (1325–1374), mimo że w 1335 roku Jana zaręczono z Elżbietą (ok. 1326–1361), córką Kazimierza III Wielkiego. Małżeństwo z Anną nie doczekało się potomstwa, gdyż Jan zmarł zaledwie po roku (w wieku 11 lat), prawdopodobnie otruty. Pochowano go w klasztorze Seligenthal. Po jego śmierci nastąpiło pierwsze zjednoczenie Bawarii, bowiem jej obydwie części (Górną i Dolną) zjednoczył pod swą władzą Ludwik IV. 
Małgorzata Luksemburska po śmierci Jana, prawdopodobnie swego jedynego dziecka, powróciła na dwór królewski do Pragi. Dziad Jana, król Czech Jan Luksemburski zaaranżował małżeństwo jego matki z owdowiałym królem Polski Kazimierzem Wielkim, jednak Małgorzata zmarła tuż przed planowaną uroczystością.